# 横浜高等工業学校
| 横浜高等工業学校 （横浜高工） | 横浜高等工業学校 （横浜高工） |
| ----------------------------- | ----------------------------- |
| 創立                          | 1920年                        |
| 所在地                        | 神奈川県横浜市                |
| 初代校長                      | 鈴木達治                      |
| 廃止                          | 1951年                        |
| 後身校                        | 横浜国立大学工学部            |
| 同窓会                        | 名教自然会                    |

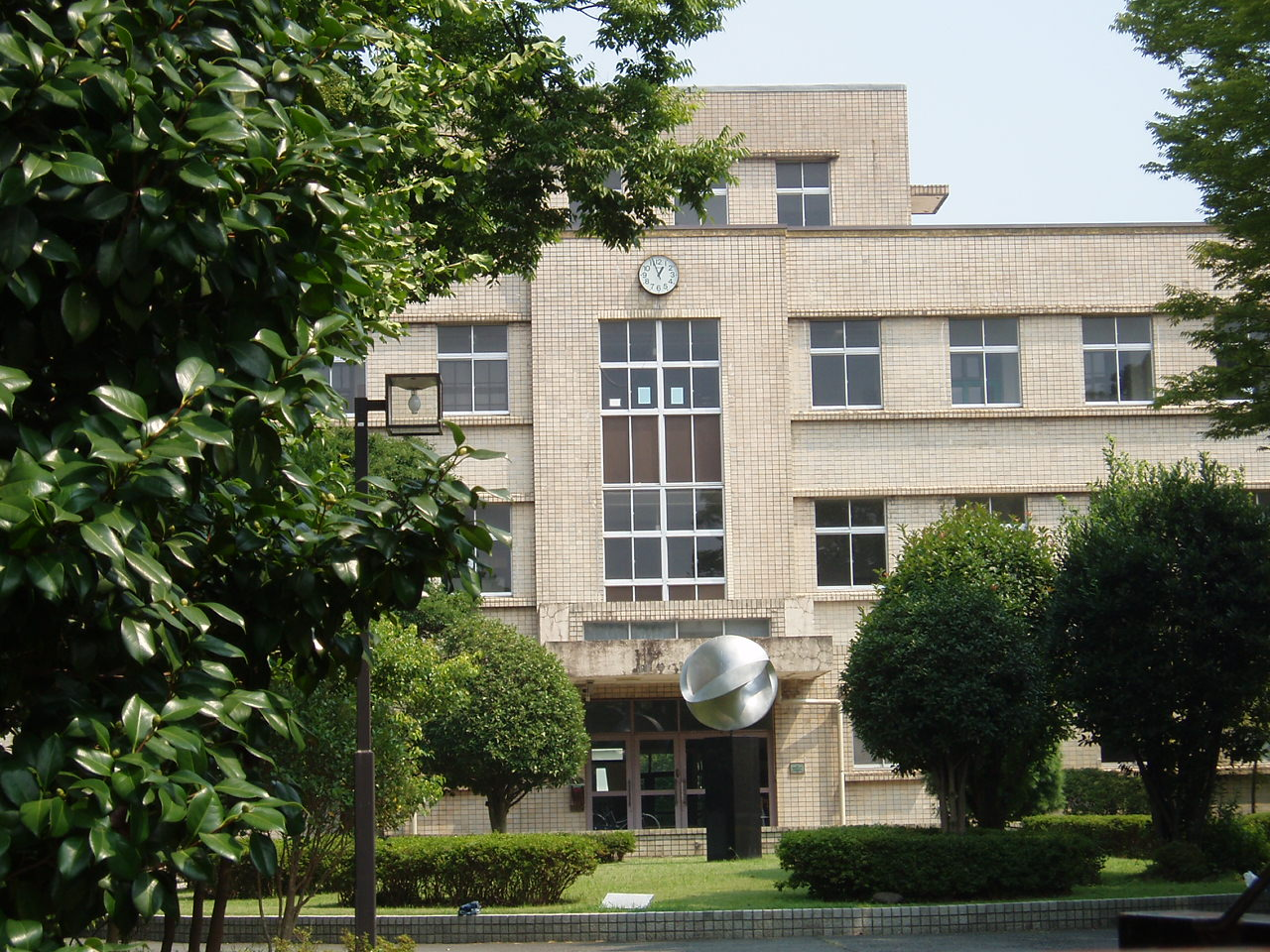
旧制横浜高等工業学校本館 （現・横浜国立大学教育学部附属横浜中学校校舎）。1938年完成。

横浜高等工業学校（よこはまこうとうこうぎょうがっこう）は、1920年（大正9年）に設立された旧制専門学校（実業専門学校）。略称は「横浜高工」。

## 概要
- 第一次世界大戦後の高等教育機関拡張政策で増設された官立高等工業学校の一つ（広島と同時）。
- 創立時は本科（修業年限3年）に機械工学科・応用化学科・電気化学科の3科を設置した（のちに建築学科・造船工学科・航空工学科・電気通信科を増設）。
- 初代校長 鈴木達治の示した自由主義と三無主義（無試験・無採点・無賞罰主義）が同校の教育主義とされた。
- 第二次世界大戦中に横浜工業専門学校（横浜工専）と改称された。
- 学制改革で新制横浜国立大学工学部の母体となった。
- 卒業生によって同窓会「社団法人 横浜工業会」が組織されていたが、第二次大戦後の混乱で活動は途絶え[1]、各学科単位・地域単位の同窓会（旧制・新制合同）のみとなっていた。2001年に「横浜国立大学工学部同窓会連合」が結成された（2015年から「名教自然会」）。このほか、同大学工学部の後援会組織「公益財団法人 横浜工業会」が存在する（旧制同窓会の名称を継承したもの）。

## 沿革

### 横浜高等工業学校時代
- 1916年12月：神奈川県知事、文部大臣に横浜市への高等工業学校設立を申請。
  - 創設費 75万円（県 30万円・横浜市 45万円）、校地 2万坪（県負担）の寄附を申し出。
- 1917年10月：創立委員を委嘱（阪田貞一 東京高工校長他 計5名）。
- 1920年1月19日：勅令第15号文部省直轄諸学校官制改正により横浜高等工業学校設置。
- 1920年1月23日：横浜高等工業学校規則制定。
  - 本科（修業年限3年）に機械工学科・応用化学科・電気化学科の3科を設置。
  - 県立商工実習学校（現・神奈川県立商工高等学校）を併設。
- 1920年4月12日：授業開始。
- 1920年10月29日：開校式を挙行。
  - 鈴木校長、自由主義と三無主義を宣言。
- 1922年4月：市立大岡工業補習学校を併設。
  - 後の横浜市立横浜工業高等学校。
- 1923年3月：第1回卒業。
- 1923年9月1日：関東大震災で校舎ほぼ全壊。
  - 21日、文部省から名古屋移転を命ぜられるも拒否。移転案は後に立ち消え。
- 1923年11月：焼け残りの校舎・仮設校舎で授業再開。
- 1924年3月：バラック校舎落成。
  - 横浜高等商業学校が開校、高工校舎に同居。
- 1924年4月：寄宿舎「興風館」・「復興館」開設。
- 1925年1月：『横浜高工時報』創刊（1944年4月 第399号まで続刊）。
- 1925年4月：本科に建築学科を増設 （文部省令第23号）。
- 1925年7月：対高商野球戦が始まる。
  - 1929年・1930年の中断を経て1942年まで毎年開催。
- 1925年10月：同窓会「横浜工業会」発足（1930年5月、社団法人化）。
- 1928年：入学試験にも無試験制度を導入（1937年からは普通入試に戻った）。
- 1929年3月：本科に造船工学科を増設（文部省令第10号）。
- 1929年4月：勅令第40号により、工業教員養成所を附設。
  - 修業年限3年、入学資格は中学卒・師範学校卒程度。
  - 機械工学・応用化学・電気化学・建築学の各科を設置。
- 1936年9月：第3期復興工事で本館完成（内装は1938年7月）。
  - 現・横浜国立大学教育学部附属横浜中学校校舎（登録有形文化財）。
- 1937年10月：工業技術員養成科（臨時別科）を設置。機械科のみ。
- 1938年3月：本科に航空工学科を増設（文部省令第7号）。
- 1941年12月：戦時措置による最初の繰上卒業。

### 横浜工業専門学校時代
- 1944年4月：横浜工業専門学校と改称。
  - 本科に機械科・化学工業科・電気化学科・建築科・造船科・航空機科を設置。
- 1945年4月：本科に電気通信科を増設。
- 1945年8月15日：勤労動員中の生徒が卒業生の佐々木武雄大尉（横浜警備隊長）に扇動され、ポツダム宣言受諾に反対する「国民神風隊」を編成。首相官邸、鈴木貫太郎首相私邸を襲撃する[2]。
- 1945年9月：終戦後の授業再開。GHQ/SCAP命令で航空機科を廃止。
- 1946年4月：電気通信科を電気科と改称。
- 1946年5月：『横浜高工時報』復刊（第400号より。1949年3月 第419号まで続刊）。
- 1947年8月：大学設立準備委員会発足（大学仮称：横浜工業大学）。
- 1947年12月：大学設立準備委員会、大学準備委員会となる。
- 1948年5月：文部省より指令、総合大学案へ変更。
- 1948年7月：新制横浜大学設置認可申請書を文部省に提出。
- 1948年10月：大学名称問題で 3校協議（現・横浜市立大学、現・神奈川大学との3校）。
- 1949年5月31日：新制横浜国立大学発足。
  - 旧制横浜工専は、工学部（機械工学科・応用化学科・電気化学科・建築学科・造船工学科・電気工学科、第二部機械工学科・応用化学科）の母体として包括された。
- 1951年3月：旧制横浜工業専門学校、廃止。

## 歴代校長
- 初代：鈴木達治（1920年1月 - 1935年2月）
- 第2代：冨山保（1935年2月 - 1950年1月）※1949年5月から初代横浜国立大学学長兼務
- 第3代：阿部滋弘（1950年1月 - 1951年3月）

## 著名教員
- 広津万里

## 校地
開校時から廃止まで、横浜市大岡町字中町・久能下の校地（大岡校地または弘明寺校地、現 横浜市南区大岡）を使用した。同校地は後身の横浜国立大学工学部に引き継がれた。同工学部は1979年までに現在の常盤台校地（横浜市保土ヶ谷区）に移転し、旧校地は現在、横浜国立大学教育学部附属横浜中学校によって使用されている。

## 関連書籍
- 横浜国立大学工学部（編）『横浜国立大学工学部五十年史』1973年。